# Garbis Aprikian
Pour les articles homonymes, voir Aprikian.
Garbis Aprikian, né le 6 octobre 1926 à Alexandrie et mort le 15 octobre 2024 à Malakoff, est un musicien français issu de la diaspora arménienne.
Il compose de nombreuses œuvres vocales et instrumentales où la technique musicale occidentale (contrepoint, fugue…) se marie aux mélodies arméniennes. En tant qu’interprète, Garbis Aprikian dirige pendant près de cinquante ans les chœurs mixtes arméniens de Paris Sipan-Komitas. Sa contribution à la connaissance en Europe des œuvres de Komitas, Ganatchian ou Alemshah, est capitale.

## Biographie
Né le 6 octobre 1926 à Alexandrie, Garbis Aprikian participe très jeune à la vie culturelle et artistique de cette ville cosmopolite.
Il fait ses études primaires à l'école nationale arménienne « Boghossian », puis au Collège américain. Dès l'âge de dix ans, il commence un sérieux apprentissage musical auprès d'un élève de Pietro Mascagni, le maestro Frapicini qui se charge de son éducation artistique : piano, puis harmonie, contrepoint et fugue.
En 1948, Garbis Aprikian fonde le chœur mixte Hamazkaine avec lequel il donne, à Alexandrie et au Caire, une série de concerts. Le succès rencontré incite les membres de l'association Houssaper à lui attribuer une bourse pour parfaire sa formation en Europe. Garbis Aprikian arrive à Paris en 1953, où il travaille la composition et la direction d'orchestre à l'École normale de musique avec Simone Plé-Caussade, Tony Aubin et Jean Fournet et suit au Conservatoire national supérieur de musique les cours d'esthétique musicale d'Olivier Messiaen.
Le chœur mixte arménien de Paris Sipan-Komitas le sollicite alors pour remplacer Kourkène Alemshah, chef et compositeur de talent disparu à la fleur de l'âge. Depuis lors, sa vie et son œuvre sont indissociables des activités du chœur qu'il dirige.
Avec la Chorale Sipan-Komitas, il participe aux festivals d'Avignon, abbaye de Sénanque, Abbayes normandes, Rennes, Cannes, Venise, Art Sacré de la Ville de Paris, ainsi qu'au 3e Congrès international de musique sacrée. Il donne des concerts à Bruxelles, Genève, Bâle, Zurich, Munich, Amsterdam, Venise. Il est invité en 1991, pour la première fois, par les autorités arméniennes à se rendre à Erevan, où il interprète, lors d'un concert à côté de ses propres œuvres, celles de compositeurs de la diaspora.
Pour le chœur, Garbis Aprikian compose et harmonise des mélodies populaires et d'anciens chants patriotiques, plus de deux cents œuvres religieuses, profanes ou folkloriques. Parmi ses œuvres les plus importantes, La Naissance de David de Sassoun, un oratorio pour soli, deux chœurs et orchestre a été donné pour la première fois en 1994 à Paris, au Grand Amphithéâtre de la Sorbonne. En 2001, Garbis Aprikian dirige cette œuvre en la Basilique Notre-Dame de Montréal au Québec. En 2007, cet oratorio fait l'ouverture du 12e Festival de musique sacrée et est interprété par l'Orchestre philharmonique de Marseille.
En novembre 2006, l'académie de littérature de Norvège demande à Garbis Aprikian et à Sipan-Komitas d'illustrer musicalement le remise du prix Bjornson décernée cette année-là, au journaliste Hrant Dink.
La dernière œuvre de Garbis Aprikian est Apegha'n, un drame lyrique en un acte, entièrement remanié, orchestré et complété, d'après l'esquisse du manuscrit de Parsegh Ganantchian.
Le 13 mars 2009, lors de son concert d'adieu en l'église Saint-Vincent-de-Paul de Paris, Garbis Aprikian passe à Haïk Sarkissian la baguette de direction de la Chorale Sipan-Komitas dont il devient lui-même directeur artistique honoraire.
Garbis Aprikian meurt à l'âge de 98 ans le 15 octobre 2024 à Malakoff. Il est inhumé au cimetière du Père-Lachaise (division 81).

## Œuvres

### Créations
- Hovern aran (mélodie), avec orchestre ou piano
- Kovk (louange et vœux), pour chœur
- Hymne (bénédiction), pour chœur
- Scherzo (réjouissances), pour chœur
- Petite suite nuptiale : en 4 mouvements pour mezzo, harpe et violoncelle
- Oror (berceuse), pour mezzo, harpe et violoncelle (et une version pour chœur)
- Douce est la Nuit, mélodie avec piano pour chœur de femmes
- Ledjag (le lac), mélodie avec piano
- Lamento (plainte d’une orpheline), septuor
- Nocturne, en forme de fugue pour chœur
- Es Kechir (Cette nuit), danse pour solo, chœur et orchestre
- Ninam-Niman, danse pour solo, chœur et orchestre
- Moutn er (sombre ciel), pour chœur et orchestre
- Nocturne, sur un thème de Komitas pour solo, chœur et orchestre
- Tchellar-Tchellar, divertimento pour soli, chœur et orchestre
- Prélude Orchestral, sur un poème de Gh. Aghayan pour orchestre
- La Naissance de David de Sassoun, oratorio profane
- Chant du troubadour, pour baryton et orchestre

### Œuvres de Ganatchian entièrement remaniées, enrichies et orchestrées
- Nanor, description d’un pèlerinage, pour soli, chœur et orchestre ;
- Aphegha’n, légende sacrée, drame lyrique en un acte.

### Harmonisation-orchestration
De source populaire :
- Hay Yeghpaïner, chant populaire et patriotique, pour chœur et orchestre
- Togh Gorentchin, chant populaire et patriotique, pour chœur et orchestre
- Iprev Ardziv, chant populaire et patriotique, pour chœur et orchestre
- Lamentation de Vaspourakan, chant populaire et patriotique, pour chœur et orchestre
- Menk bedk e, chant populaire et patriotique, pour chœur et orchestre
- Loussine tchikar, chant populaire et patriotique, pour chœur et orchestre
- Karahissar, chant populaire et patriotique, pour solo, chœur et orchestre
- Mechak panvor, chant populaire et patriotique, pour solo, chœur et orchestre

De Komitas :
- Les Braves de Sipan, pour chœur et orchestre
- Gali Yerk, pour soli, chœur et orchestre.

De Ganatchian
- Le Saule, mélodie avec orchestre
- Le Rêve d’Alvarte, mélodie avec orchestre
- Choucho, pour chœur avec orchestre
- Varteri hed, avec les roses, pour chœur et orchestre

### Arrangements et transcriptions
- La Messe, de Komitas pour chœur mixte
- Six chants arméniens, pour piano à l'attention des jeunes pianistes
- Nuits orientales, de K. M. Alemshah pour piano
- Haralé, de A. Patmagrian pour soli, chœur et orchestre
- Yar Gula, de A. Patmagrian pour chœur et orchestre
- Yalali, de A. Patmagrian pour chœur et orchestre

## Hommage
- En juillet 2025, une voie du 9e arrondissement de Paris prend le nom place Garbis-Aprikian.

## Distinctions
- 1989 : Médaille de Saint Nerces Chenorali par Sa Sainteté Vasken I, Catholicos de tous les Arméniens
- 1993 : Médaille de Saint Mesrop Machtots par Sa Sainteté Garéguine II Nersissian, de la Grande Maison de Cilicie
- 1994 : Médaille de Sahak-Mesrop par Sa Sainteté Vasken I, Catholicos de tous les Arméniens
- 1994 : Médaille Vermeil de la Ville de Paris décernée par Jacques Chirac
- 2002 : Médaille d'Hamazkaïn (Association pan-arménienne pour l'éducation et la culture) à Beyrouth
- 2004 :  Chevalier de l'ordre des Arts et des Lettres par le ministre de la culture de la République française Renaud Donnedieu de Vabres
- 2007 : Médaille de la Ville de Marseille par le sénateur-maire Jean-Claude Gaudin
- 2009 : Médaille Vartan Mamikonian, dont la devise est Aimer et Servir, par Monseigneur Norvan Zakarian, primat du diocèse de l'Église apostolique arménienne de France
- 2009 : Médaille Movsess Khorénatsi par le président de la République d'Arménie, Serge Sarkissian
- 2021 :  Commandeur de l'ordre des Arts et des Lettres[3]
- 2024 : Médaille Grand Vermeil de la Ville de Paris décernée par Anne Hidalgo